# Юдзуру Ханю
Юзуру Ханю (на японски: 羽生 結弦, 7 декември 1994, Сендай) е японски фигурист. Той е двукратен Олимпийски шампион (2014, 2018), двукратен световен шампион (2014, 2017), четирикратен победител на Гран При Финал (2013 – 2016), шампион на Четирите континента (2020) и шесткратен национален шампион на Япония (2012 – 2015, 2020 – 2021).
Ханю е определян от мнозина експерти като един от най-добрите фигуристи в историята. Поставя деветнайсет световни рекорда и е първият мъж, който получава оценка над 100 точки за кратка програма, над 200 точки за волна програма и над 300 точки обща оценка.
През 2014 печели първата си Олимпийска титла едва на деветнайсет години, ставайки най-младият Олимпийски шампион при мъжете след Дик Бътън през 1948. Ханю е и първият Олимпийски шампион от Азия за тази дисциплина. През 2018 той успешно защитава Олимпийската си титла, с което става първият мъж, спечелил две последователни Олимпийски титли от 66 години насам.

## Кариера (начало)
Ханю започва да се пързаля на четири години, следвайки сестра си Сайа.
Започва като начинаещ спортист през сезон 2004 – 2005, вземайки участие в Японския шампионат за дебютанти в долна категории – „Б“, завоювайки златен медал. Пързалката, на която се пързаля е закрита заради финансови проблеми, което съкращава времето му за тренировки. В този период треньорка му става Нанами Абе. През 2006 – 2007 Ханю е заявен в националния шампионат „А“ категория и печели „бронз“. След това спортистът е поканен на Японския шампионат за юноши през 2006 година, и там заема 7-ото място. Пързалката в родния му град отново е открита през 2007 година. През същата година Ханю отново участва в шампионата на новаците в категория „А“. Там фигуристът става шампион, и отново е поканен в Японския шампионат за юноши, където този път печели бронзов медал.

## Успехи
Олимпийски игри:
- Шампион (2): 2014 Сочи, 2018 Пьонгчанг[14]

Световно първенство:
- Шампион (2): 2014, 2017
  -  Сребърен медал (3): 2015, 2016, 2019
    -  Бронзов медал (2): 2012, 2021

Гран При Финал
- Шампион (4): 2013, 2014, 2015, 2016
  -  Сребърен медал (2): 2012, 2019

Шампионат на четирите континента:
- Шампион (1): 2020
  -  Сребърен медал (3): 2011, 2013, 2017

### Олимпийски игри
| Олимпиада      | Индивидуално | Отборно |
| -------------- | ------------ | ------- |
| 2014 Сочи      | Злато        |         |
| 2018 Пьонгчанг | Злато        |         |

## Травми и приключване на състезателна дейност
Третото участие на олимпиада през 2022 г. записва четвърто място в класирането за фигуриста и поредна травма. Така през лятото на 2022 г. Юдзуру Ханю обявява за края на състезателната си дейност.